# Planalto de Adamawa

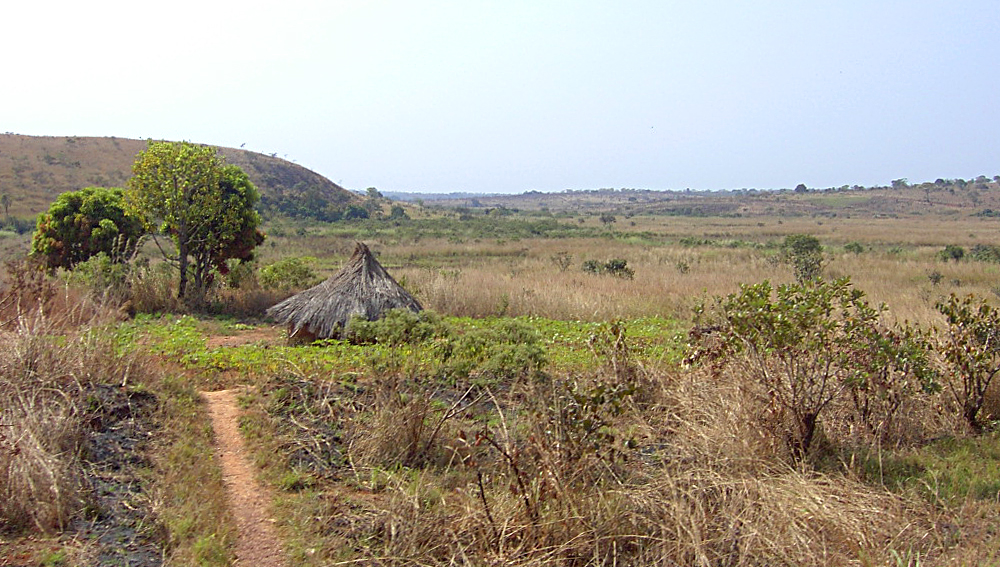
Paisagem perto de Ngaoundal na província camaronesa de Adamawa

O planalto de Adamawa (em francês: Massif de l'Adamaoua) é uma região planáltica no centro-oeste da África, estendendo-se do sudeste da Nigéria, através do centro-norte de Camarões (Adamawa e Províncias do Norte), até à República Centro-Africana. O planalto foi assim nomeado em homenagem ao dirigente Modibo Adama, um fula muçulmano.
A parte do planalto que se situa na Nigéria é mais popularmente conhecida como Montanhas Gotel. No planalto Adamawa encontram-se as fontes de muitos cursos de água, incluindo o rio Benue. É importante ainda pelos seus depósitos de bauxita. A altitude média é de cerca de 3300 pés (1000 metros), mas possui picos que podem chegar a 8700 pés (2650 metros).
A vegetação é na maioria savana, e é pouco povoada. A pecuária é a principal ocupação da área.